# Killian Hayes
Killian Hayes (ur. 27 lipca 2001 w Lakeland) – francusko−amerykański koszykarz, występujący na pozycjach rozgrywającego lub rzucającego obrońcy, obecnie zawodnik Detroit Pistons.
W 2017 wystąpił w meczu wschodzących gwiazd Jordan Classic International, zdobywając w nim tytuł MVP.

## Osiągnięcia
Stan na 2 grudnia 2020, na podstawie, o ile nie zaznaczono inaczej.
Drużynowe
- Uczestnik rozgrywek międzynarodowych Eurocup (2019/2020)

Reprezentacja
- Mistrz Europy U–16 (2017)
- Wicemistrz świata U–17 (2018)
- MVP mistrzostw Europy U–16 (2017)
- Zaliczony do I składu mistrzostw:
  - świata U–17 (2018)
  - Europy U–16 (2017)